# 3637 O’Meara
A 3637 O'Meara (ideiglenes jelöléssel 1984 UQ) a Naprendszer kisbolygóövében található aszteroida. Brian A. Skiff fedezte fel 1984. október 23-án.